# 大ゲルマン帝国

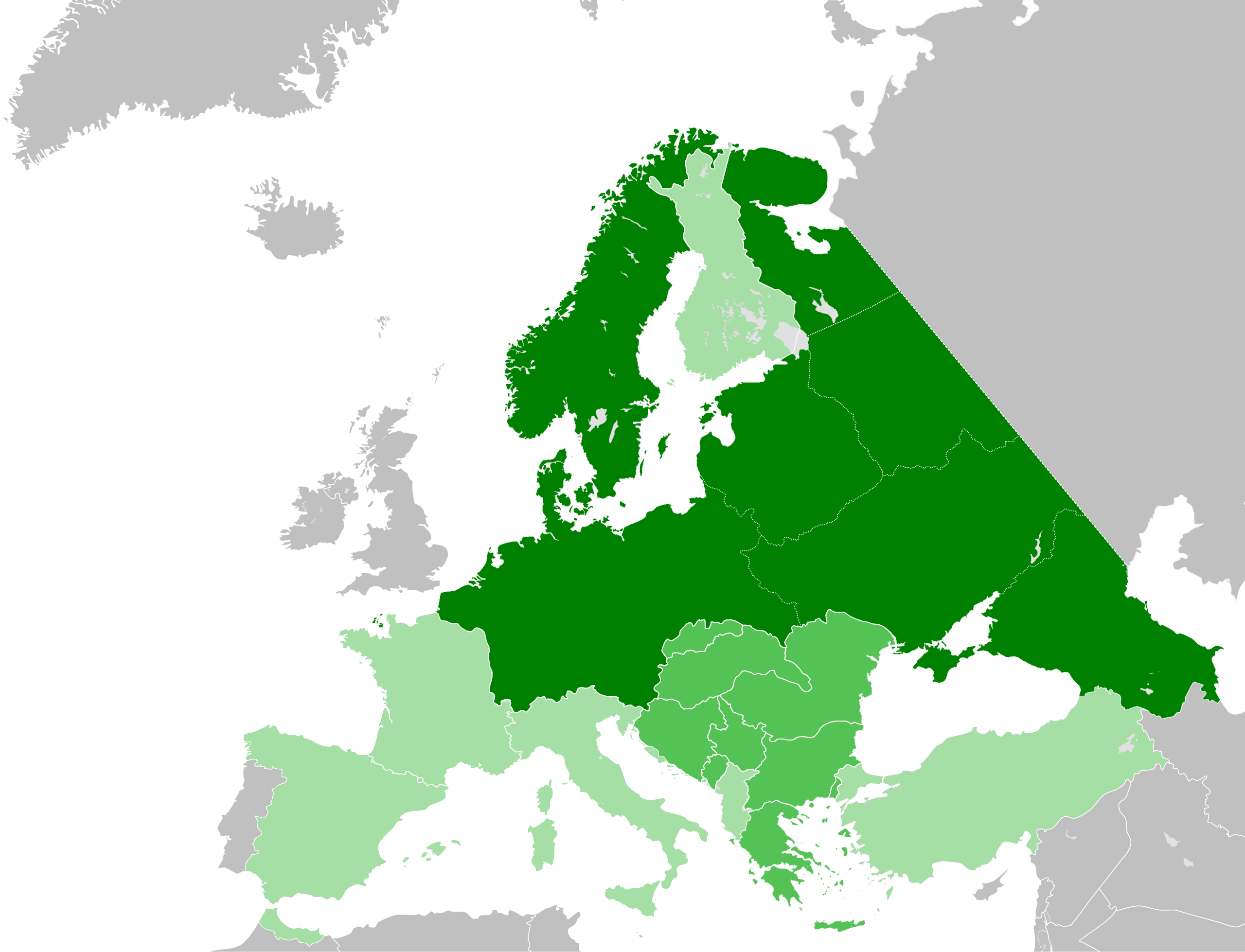
構想された大ゲルマン帝国の領域

大ゲルマン帝国（だいゲルマンていこく、ドイツ語：Großgermanisches Reich）は、第二次世界大戦中にナチス・ドイツがヨーロッパに構築しようとして構想した国家概念。ドイツ民族を指導的立場とした、ゲルマン諸民族による広大な領域を持つ国家構想である。大ドイツ帝国とも呼ばれる。
ドイツ語のReich （ライヒ）はもともと「帝国」を意味するが、ドイツ革命以降は「大きな領域を持つ国家」として使用されるようになった。

## ナチズムによる使用
アドルフ・ヒトラーは『我が闘争』の中で「ドイツ国民のゲルマン帝国（ドイツ語:Großgermanisches Reich Deutscher Nation）」と述べている。
しかし、ヒトラー自身が「ゲルマン帝国」について言及したことは少なく、1920年から1924年にかけては2回のみであり、いずれも「ドイツ国民」を冠した形であった。また、アルベルト・シュペーアの回想録『第三帝国の神殿にて  ナチス軍需相の証言』 によれば、ヒトラーは「ゲルマン民族のテウトネス帝国」とも称していた。
ヒトラーは「ゲルマン」という語を、反ユダヤ主義、反キリスト教的な意味合いを込めて使用していたと指摘されている。また1940年4月の北欧侵攻に際しては「今日この日から大ゲルマン帝国が成立するであろう」と述べたが、これは北欧諸国占領という状況から連想されたもので、イデオロギー色は薄いとされている。
また、ヒトラー自身はアーリア人の血を重視していたが、文化的な面ではゲルマン人をむしろ否定的に見ていた。
「大ゲルマン帝国」の概念をしばしば語ったのが、ドイツ民族性強化国家委員として、第二次世界大戦期における人種政策の責任者である、親衛隊全国指導者ハインリヒ・ヒムラーである。ヒムラーが最初に「ゲルマン帝国」に言及した1938年11月8日の親衛隊幹部に対する演説では、ドイツの行く末は「大ゲルマン帝国の建設か、無か」しかないと述べ、ヒトラーが「Großgermanisches imperiumすなわちGroßgermanisches Reich」を創造するであろうと語っている。
また、1942年9月16日の演説では「第二次世界大戦」とよばれるであろう戦争の意義は、大ゲルマン帝国の成立であろうと述べている。彼の構想の大ゲルマン帝国は「大ドイツ帝国（ドイツ語: Großdeutsches Reich）」とは異なり、ドイツ民族だけではなく、ドイツ民族と種の類似した諸民族をも包摂し、ドイツ民族がその主導権を握るというものであった。ヒムラーはヒトラーと異なり、先史時代のゲルマン時代を憧憬の思いで見ていた。
こうしたこともあって、武装親衛隊にはゲルマン系諸民族の部隊が多く創設された。またオランダの総督（国家弁務官）であったアルトゥル・ザイス＝インクヴァルトもゲルマン民族による「ライヒ」創設の支持者であった。

## 神聖ローマ帝国の後継としてのゲルマン帝国
これらの名前は中世の神聖ローマ帝国（ドイツ語: Heiliges Römisches Reich）に由来するとみられ、神聖ローマ帝国はナチス史観では「第一帝国」とみられており、「第三帝国」を自称するナチス・ドイツの先駆ととらえていた。
しかしまた、ヒトラーはフランク王国国王だったカール大帝（シャルルマーニュ）の権力組織や文化的創造性を賞賛する一方で、神聖ローマ帝国が東方政策を追求しなかったことを批判した。
アンシュルス後、ヒトラーは神聖ローマ帝国のレガリアである帝国宝物、すなわち帝国宝冠、帝国宝剣、ロタールの十字架、聖槍などを、ウィーンから1424年から1796年までレガリアが安置されていたニュルンベルクまで移管するよう要求している。
ニュルンベルクは神聖ローマ帝国の非公式の首都であったのみならず、ナチ党党大会の開催場所でもあったため、こうしたレガリア移管によってヒトラーは、ウィーンでなくドイツこそが神聖ローマ帝国の正当の後継者であることを示す意図を持っていた。
1939年のチェコスロバキア併合以降、ヒトラーは「神聖ローマ帝国復活」を宣言した。またヨーゼフ・ゲッベルス国民啓蒙宣伝大臣は1939年11月17日の日記に、「歴史の清算こそがナチの最終目標」と書いている。

## 領域
大ドイツ帝国の領域については当時の戦局や国際関係に応じて変化し、たとえばソ連とのポーランド分割交渉の際にはソ連領域は含まれず、代わりにスカンディナヴィアやネーデルラントのゲルマン人を帝国に組み込む方向で考えた。
この汎ゲルマン主義的な帝国は、当初ヨーロッパのゲルマン系諸民族全てを併合するとして構想された。領域は、旧ドイツ帝国（オーストリア、モラヴィア、アルザス＝ロレーヌ、オイペン=マルメディ、クライペダ(メーメル)、スロベニアのシュタイエルスカ地方・ゴレンスカ地方・コロシュカ地方、ポーランド）、オランダ、フランドル、ベルギー、ルクセンブルク、デンマーク、ノルウェー、スウェーデン、アイスランド、スイス（ドイツ語圏）、リヒテンシュタインを含んだ。アングロ・サクソングレートブリテン及び北アイルランド連合王国（イギリス）はゲルマン領域に含まれなかったが、ゲルマン帝国の海上同盟国家とみなされていた。
とはいえ、南チロル（ボルツァーノ自治県）も住民の半分がドイツ語圏であったが、1943年まではイタリアの主権が認められていたため除外されていた。
フランスとの国境については神聖ローマ帝国初期の状態を復帰するとされ、すなわちワロン地域、スイス・ロマンド（フランス語圏）、フランス北部・東部の広範囲の地域も領土として構想された。またナチズムの東方生存圏政策では、これらゲルマン系諸民族をポーランド、ウクライナなどに植民することで、ウラル山脈にいたる領域を確保することが構想された。原住民であるポーランド人やロシア系住民は追放し、ウラル山脈の東部に移住させる事が前提となっている。

## ゲルマン性とナチス人種思想
ナチズムの人種イデオロギーは、ヨーロッパのゲルマン民族は、人種的に卓越した北方人種の血が濃い存在であると考えられていた。北方人種は、文明社会の真の保持者であるアーリア民族の末裔であるとされた。
しかし、ゲルマン民族は「人種的な誇りを失っている」とみなされた。ヒトラーはゲルマン人の祖先を古代ギリシア人や古代ローマ人とみなし、また純粋な民族国家であるスパルタ（ラケダイモーン）を賞賛するラコノフィリアを推進した。
"6,000人のスパルタ軍によって35万人のヘイロタイを鎮圧し制御していたことこそがスパルタ人の人種的な至高性を表すものである。スパルタは最初の人種国家だったのだ。"
また、ヒトラーの考える「ゲルマン性」は単にエスニック、文化的、言語集団的なものでなく、科学・生物学的な人種主義なもので、「アーリア民族の敵」から救出されるべき「ゲルマンの血」を意味し、ドイツはこうしたゲルマン性を他のどの国よりも保有していると主張した。
ゲルマンの血が世界中にあるとしても、そのなかでよい場所を選ぶべきだ。ゲルマン帝国がそうした場所であることに異論をはさむことはできない。—アドルフ・ヒトラー、
ナチズムによれば、非ゲルマン系民族であるフランス人、ポーランド人、ワロン人、チェコ人、スラブ人などにもゲルマンの高貴な血が混血しており、それはアリストクラシーを敷く点や農耕民族であることからもいえる。こうした失われたゲルマン的要素を回復するために「民族転換、（Umvolkung）」が必要で、ゲルマン化によってゲルマン族の祖先を意識することができるようになるとされた。もし、回復が不可能である場合、ゲルマン系の個人は、別の血統を至高のものとするアーリア人の敵から否定されることになる。また、敵国に一人優秀なゲルマン人が存在すれば敵国に有利になるが、それをドイツに連れ帰ればその分だけドイツが有利になると考えられた。
こうした観点から、ナチスは占領地において、ドイツ兵と現地女性の間に生まれた子供や、金髪で青い目を持つなどのゲルマン民族の血が濃いとされた子供を誘拐し、本国に連れ帰っている（ナチス・ドイツによる東欧の児童誘拐）。